# Le Carré Bleu
Le Carré Bleu, feuille internationale d'architecture è una pubblicazione a diffusione internazionale, fondata nel 1958, con cadenza trimestrale, edizione trilingue (francese, inglese, italiano).

## Storia
«Le Carré Bleu, feuille internationale d'architecture » è “la più piccola rivista di architettura che circola nel mondo”. La rivista tratta lo stretto rapporto fra teoria e pratica con un approccio prevalentemente teorico e culturale teso a integrare ogni aspetto delle trasformazioni dello spazio. Sin dalle origini -quindi ante litteram-  è particolarmente attenta ai temi ambientali ed ecologici.
La rivista nasce nel 1958 su iniziativa del gruppo CIAM di Helsinki (Congressi Internazionali di Architettura Moderna), con il numero manifesto 0/1958 a cura di Keijo Petäjä e André Shimmerling  “Le Carré Bleu est une tribune libre qui ouvre la discussion des problèmes de base de l'architecture.  Chacune de nos feuilles ne traitera qu'un seul thème.  Ce premier numéro  - hors-série  - n'est qu'un bref manifeste. Les thèmes évoqués dans notre introduction seront défendus et illustres par des exemples concrets dans nos prochains numéros. Nous sommes prêts à accueillir dans nos colonnes toute contribution qui cadre avec notre objectif essentiel, à savoir de rouvrir le débat des idées en architecture.  Le cadre modeste que nous nous imposons nécessite une économie du langage et de l'expression graphique; nous espérons qu'au lieu de nuire cette conception apportera un facteur positif de clarté et de synthèse. Dans notre tâche nous comptons être secondes par tous ceux qui attendent une intervention rénovatrice dans le domaine de la pensée architecturale“ (editoriale n.0/1958).
Nel 1962 si trasferisce a Parigi.
Da sempre in francese e inglese, dal 2001 anche in italiano.
Hanno collaborato a Le Carré Bleu personalità di rilievo internazionale. Vari progetti presentati e discussi sono stati poi realizzati: ad esempio la Freie Universität di Berlino (Georges Candilis, Alexis Josic, Shadrach Woods); gli edifici universitari di Urbino (Giancarlo De Carlo); il Centro lineare di Rotterdam (Jacob B. Bakema); la Città della Scienza a Napoli (Pica Ciamarra Associati)..
Nel 1988, per i 30 anni de Le Carré Bleu. Il Centre de Création Industrielle del Centre Pompidou ha pubblicato "L'Heritage des CIAM 1958/1988" (con diapositive delle opere dei suoi principali collaboratori, presentazione di André Schimmerling, direttore del CB dal 1958 al 2003).
Fra il 1994 ed il 1997 dopo gli incontri -“l'Architecte et le Pouvoir” (pdf) all'Institut Finlandais DI Parigi, Le Carré Bleu promuove l'Observatoire international de l'Architecture - O.I.A. che ha elaborato il progetto di Directive Européenne pour l'architecture et le cadre de vie (pdf).

Nel maggio 1999, la rivista ha organizzato un confronto di idee fra studenti delle scuole di architettura europee sul tema “Mobilité et urbanité”.
Nel 2001 prendono avvio una serie di incontri nell'ultimo dei quali “Memoire in Mouvement” a Parigi - Centre Pompidou il 14 gennaio 2006 -mentre si conclude la Mostra “Team 10 / 1953-81 A Utopia of the Present” al Netherlands Architecture Institute (NAi) di Rotterdam*-  lancia il manifesto “Fragments / Symbiose” (cfr. (n°0/2006)). Oggi il Cercle di Redaction comprende esponenti francesi, finlandesi, italiani, belgi e portoghesi.
Fra il 2006 e il 2009, con il Patrocinio UNESCO, Le Carré Bleu lancia l'Appel international à idée - une idée pour chaque ville per selezionare neolaureati dei Paesi del Mediterraneo ai quali offrire stage remunerati in studi di architettura di rilevanza internazionale.
Nel 2008, per i 50 anni della rivista -al Palais de Chaillot / Paris dove era riallestita la mostra 2005/2006 “Team 10” proveniente da Rotterdam, Le Carré Bleu lancia il progetto di “Dichiarazione dei Doveri dell'Uomo” (pdf) in rapporto all'habitat ed agli stili di vita nel rispetto delle diversità.
Nel 2011 -dopo il n°1/2011 Formation des architectes ? Alphabetisation des citoyens – Le Carré Bleu, con Bioarchitettura® e INARCH, ha organizzato a Firenze / Palazzo Vecchio il Convegno internazionale «Alfabetizzazione all'ecologia ed alla qualità dell'architettura».
Nel 2012 la Citè de l'Architecture et du Patrimoine di Parigi ha curato la digitalizzazione di tutti i numeri della rivista a partire dal n.0 del 1958, disponibili anche su www.lecarrebleu.eu
Dal 2013, il settore "Architettura" del MAMT (Museo Mediterraneo dell'Arti, della Musica e delle Tradizioni / Napoli) ha uno spazio dedicato a Le Carré Bleu.
Tra giugno e ottobre 2016, al Museum of Finnish Architecture di Helsinki, si tiene una Mostra dedicata a "Le Carré Bleu".
Tra maggio e luglio 2018, una sezione della mostra "Civilizzare l'Urbano" è dedicata al CB al MAMT di Napoli.
Nel novembre 2018, FOAGE organizza la conferenza "Il misterioso quadrato blu".
Nell'ambito del "Festival Architettura 2023" promosso dal Ministero dei Beni Culturali, LCB, in qualità di partner internazionale di "SEED Design Action for the Future", Le Carré Bleu ha lanciato il progetto "Codice europeo della progettazione teso alla qualità degli ambienti di vita".

## Cercle de Rèdaction e Direttori
Fondatori: Aulis Blomsted, Reima Pietilä, Heijo Petäjä, Kyösti Alander, André Schimmerling
Primo Cercle de Rédaction (1958):Aulis Blomstedt, Eero Eerikdinen, Keijo Petdjd, Reima Pietila, Simo Sivenius, André Schimmerling, Kybsti Âlander; rédacteur en chef Keijo Petdjd; gérante Tyyne Saastamoinen-Schimmerling; 
Collaborateurs: Argentine: G. Cluzellas; Danemark: Arne Jacobsen; France: Roger Aujame; Italie: Giancarlo de Carlo; Maroc: Elie Azagury; Norvège: Sverre Fehn; Suéde: Sven Ivan Lind
Dal 1958 al 2003, direttore André Schimmerling; affiancato dal 1986 da Philippe Fouquey come responsabile e promotore
Dal 2006 al 2018, Luciana de Rosa è stata "redacteur en chef"
Attuale Cercle de Rédaction (2018): Sophie Brindel-Beth, Kaisa Broner-Bauer, Jorge Cruz Pinto, Päivi Nikkanen-Kalt, Massimo Locci, Luigi Prestinenza Puglisi, Livio Sacchi, Bruno Vellut, Jean-Yves Guégan

Dal 2006, direttore Massimo Pica Ciamarra